# Donji Davidovići
Donji Davidovići so naselje v občini Bileća, Bosna in Hercegovina. 

## Deli naselja
Berberovina, Donji Davidovići, Kolakovina, Osredina in Podklanac.

## Prebivalstvo
| Pregled števila prebivalcev po letih | Pregled števila prebivalcev po letih | Pregled števila prebivalcev po letih | Pregled števila prebivalcev po letih | Pregled števila prebivalcev po letih | Pregled števila prebivalcev po letih |
| ------------------------------------ | ------------------------------------ | ------------------------------------ | ------------------------------------ | ------------------------------------ | ------------------------------------ |
| 1948                                 | 1953                                 | 1961                                 | 1971                                 | 1981                                 | 1991                                 |
| -                                    | -                                    | -                                    | 199                                  | 133                                  | 112                                  |

| Narodna sestava prebivalstva po letih                                                                                    | Narodna sestava prebivalstva po letih                                                                                      | Narodna sestava prebivalstva po letih                                                                                      |
| --- | --- | --- |
| 1971 | 1981 | 1991 |
| . skupaj: 199 Srbi 199 (100 %) Hrvati 0 (0,00 %) Muslimani 0 (0,00 %) Jugoslovani 0 (0,00 %) drugi in neznano 0 (0,00 %) | . skupaj: 133 Srbi 127 (95,48 %) Hrvati 0 (0,00 %) Muslimani 0 (0,00 %) Jugoslovani 4 (3,00 %) drugi in neznano 2 (1,50 %) | . skupaj: 112 Srbi 111 (99,10 %) Hrvati 0 (0,00 %) Muslimani 0 (0,00 %) Jugoslovani 1 (0,89 %) drugi in neznano 0 (0,00 %) |